# Гергини
Гергѝни е село в Северна България, община Габрово, област Габрово.

## География
Село Гергини се намира на около 6 km западно от центъра на град Габрово и 19 km югоизточно от град Севлиево. Разположено е по северен склон в североизточните подножия на Черновръшкия рид, в непосредствено съседство със село Гарван от запад. Надморската височина в селото при параклиса е около 374 m, нараства до около 410 m в най-южния му край и намалява до около 355 m на север.
До село Гергини води общински път, който е южно отклонение при село Поповци от второкласния републикански път II-44 (Севлиево – Габрово), което след Гергини продължава през селата Гарван и Пейовци до село Николчовци.
Населението на село Гергини, наброявало 246 души при преброяването към 1965 г., намалява до 152 към 1992 г. и към 2019 г. наброява (по текущата демографска статистика за населението) 110 души.

## История
Село Гергини е създадено през 1960 г. чрез сливане на колиби Гиргините и колиби Цуцуманите.

## Население
Преброяване на населението през 2011 г.
Численост и дял на етническите групи според преброяването на населението през 2011 г.:
|                     | Численост | Дял (в %) |
| Общо                | 137       | 100,00    |
| Българи             | 133       | 97,08     |
| Турци               | 0         | 0,00      |
| Цигани              | 0         | 0,00      |
| Други               | 3         | 2,18      |
| Не се самоопределят | 0         | 0,00      |
| Неотговорили        | 1         | 0,72      |

## Обществени институции
Село Гергини към 2020 г. е център на кметство Гергини.
В селото към 2020 г. има действащо читалище „Коста Стоев“.

## Културни и природни забележителности
През първото десетилетие на 21 век с частно дарителство е построен параклис „Света Марина“ (регистриран като църква в Националния регистър на храмовете в Република България), като празникът на светицата се превръща и в празник на селото. Тук се намират родната къща и гробът на Райко Дамянов – един от най-видните представители на елита на БКП в близкото минало, бивш заместник министър-председател и председател на Народното събрание, помогнал немалко и за облагородяването на родното си място. Традиционно място за лов с богати на дивеч гори и изградена база за упражнения на ловците. В селото се намира и новоизграден Център за обучение на местните власти. Има няколко изкуствени водни басейна, подходящи за риболов (един от тях – Пача бара, се превърна в атракция заради уловените в него през 2008 г. пирани).

## Личности
- Райко Дамянов (1903 – 1986) – политик от БКП.